# Rubén Baraja
Rubén Baraja Vegas (Valladolid, 11 de julio de 1975), conocido como el Pipo, es un exfutbolista y entrenador español. Jugaba como centrocampista, nominado al Balón de Oro en dos ocasiones, 2002 y 2004, fue internacional con España, con la que disputó la Copa Mundial de 2002 y la Eurocopa 2004, sumando 8 goles en 43 encuentros.  Actualmente se encuentra sin equipo tras ser destituido como entrenador del Valencia Club de Fútbol.
Es el hermano mayor del también entrenador y exfutbolista Javier Baraja.

## Trayectoria

### Como jugador

#### Inicios
Hermano del también exfutbolista Javier Baraja, Rubén Baraja debutó en 1993 con el Real Valladolid, alternando durante dos temporadas las actuaciones en el primer y segundo equipo. Se incorporó definitivamente a la primera plantilla en 1995, jugando 27 encuentros y marcando un gol para los blanquivioletas. 
El Atlético de Madrid lo fichó en 1996 para su equipo filial, donde juega tres temporadas. La temporada 1999-2000, pasa a formar parte de la primera plantilla del club, destacando por su gran resistencia, juego aéreo, visión de juego y disparo lejano. Esa temporada el Atlético fue intervenido judicialmente y la gestora a cargo del club renovó su contrato, pero su cláusula de rescisión era de 12 millones de euros y a final de temporada, tras el descenso del equipo, fue fichado por el Valencia C. F..

#### Valencia Club de Futbol
Baraja fue titular en sus diez temporadas con el Valencia  C. F. y se convirtió en el capitán valencianista en 2008, tras la decisión de Ronald Koeman de apartar de la plantilla a David Albelda. En su primera temporada en el club, se proclamó subcampeón de Europa y debutó como internacional absoluto con la selección española, el 7 de octubre de 2000 en el Estadio Santiago Bernabéu ante Israel. En su segunda temporada se proclamó campeón del Campeonato Nacional de Liga 2001-02, al igual que en su cuarta temporada, Campeonato Nacional de Liga 2003-04. En total ganó con el Valencia, dos Ligas, una Copa, una Copa UEFA y una Supercopa de Europa.
El domingo 16 de mayo de 2010, Rubén Baraja se despidió como capitán de la afición del Valencia  C. F. en Mestalla, en el último partido de la temporada 2009-10 ante el  C. D. Tenerife.

### Como entrenador
El 9 de junio de 2011, se anunció su incorporación al cuerpo técnico del Club Atlético de Madrid liderado por Gregorio Manzano en la función de tercer ayudante. Ocupó el cargo hasta la destitución de Manzano en diciembre del mismo año.
El 10 de julio de 2013 el Valencia C. F. hizo oficial su contratación como entrenador del equipo juvenil A. En diciembre del mismo año, se hizo cargo temporalmente del Valencia C. F. Mestalla mientras Nico Estévez entrenaba al primer equipo del Valencia tras la destitución de Miroslav Đukić. Dirigió al filial en un único partido que finalizó con una victoria por 1-2 frente a la U. E. Sant Andreu. A continuación, regresó al juvenil y terminó la campaña como campeón del grupo VII de la División de Honor. Se mantuvo al frente del equipo durante una temporada más, en la que fue subcampeón de la categoría, antes de anunciar su marcha del club.
El 12 de julio de 2015, fichó como entrenador del Elche C. F., con el que finalizó la temporada 2015-16 en el undécimo puesto de la Segunda División, con un balance de trece victorias, dieciocho empates y once derrotas. En junio de 2016 decidió no aceptar la oferta de renovación propuesta por el club al no estar convencido de su nuevo proyecto deportivo.
El 8 de noviembre de 2016, fue contratado por el Rayo Vallecano de Madrid tras la destitución de José Ramón Sandoval. Sin embargo, el 20 de febrero de 2017 fue cesado del cargo, tras ganar únicamente tres de sus trece partidos en el banquillo rayista.
El 12 de diciembre de 2017, fichó como técnico del Real Sporting de Gijón en sustitución de Paco Herrera. En su primera temporada al frente del Sporting consiguió enlazar doce jornadas sin perder, con ocho triunfos consecutivos, y el equipo disputó el play-off por el ascenso a Primera División. Continuó en su cargo en la siguiente campaña hasta su destitución el 18 de noviembre de 2018 tras una racha negativa de una victoria en sus once últimos partidos.
El 2 de diciembre de 2019, sustituyó a Aritz López Garai en el banquillo del C. D. Tenerife en Segunda División. El 21 de julio de 2020, comunicó que no iba a continuar en el equipo canario, buscando nuevos retos tras asegurar la permanencia en Segunda División.
El 20 de agosto de 2020, fichó como entrenador del Real Zaragoza. El 9 de noviembre fue destituido de su cargo, tras un inicio de temporada con diez puntos en diez partidos.
El 14 de febrero de 2023, se convirtió en el tercer entrenador de la temporada del Valencia C. F., con Carlos Marchena como ayudante. En aquel momento, el equipo valencianista ocupaba puestos de descenso (18º clasificado). Finalmente, la temporada se saldó con una sufrida permanencia en la última jornada de Liga, por lo cual el club decidió renovar el contrato de Baraja como técnico por dos años más. Sin embargo, el 23 de diciembre de 2024, fue destituido debido a los malos resultados, que hicieron que el club "che" se encontrara penúltimo en la clasificación de la Liga con 12 puntos, a cuatro puestos de las posiciones que daban la permanencia.

## Selección nacional
Fue internacional absoluto con España entre 2000 y 2005; jugó cuarenta y tres partidos en los que anotó ocho goles. Su debut internacional se produjo el 7 de octubre de 2000 en el estadio Santiago Bernabéu, en un partido de clasificación para el Mundial 2002, en el que España ganó por 2-0 a Israel. Representó a España en el Mundial 2002 y en la Eurocopa 2004.

### Participaciones en Copas del Mundo
| Mundial                        | Sede                  | Resultado        | Partidos | Goles |
| ------------------------------ | --------------------- | ---------------- | -------- | ----- |
| Copa Mundial de Fútbol de 2002 | Corea del Sur y Japón | Cuartos de final | 4        | 0     |

### Participaciones en Eurocopa
| Eurocopa      | Sede     | Resultado    | Partidos | Goles |
| ------------- | -------- | ------------ | -------- | ----- |
| Eurocopa 2004 | Portugal | Primera fase | 3        | 0     |

### Goles internacionales
| \| N.° \| Fecha \| Lugar \| Rival \| Gol \| Resultado \| Resultado \| Competición \| \| --- \| --------------------- \| -------------------------------------------------- \| ----------------- \| --- \| --------- \| --------- \| --------------------------- \| \| 1. \| 11 de octubre de 2000 \| Estadio Ernst Happel, Viena, Austria \| Austria \| 1–1 \| 1–1 \| Empate \| Clasificación Mundial 2002 \| \| 2. \| 25 de abril de 2001 \| Estadio Nuevo Arcángel, Córdoba, España \| Japón \| 1–0 \| 1-0 \| Victoria \| Amistoso \| \| 3. \| 17 de abril de 2002 \| Windsor Park, Belfast, Irlanda del Norte \| Irlanda del Norte \| 0–2 \| 0-5 \| Victoria \| Amistoso \| \| 4. \| 12 de octubre de 2002 \| Estadio Carlos Belmonte, Albacete, España \| Irlanda del Norte \| 1–0 \| 3-0 \| Victoria \| Clasificación Eurocopa 2004 \| \| 5. \| 12 de octubre de 2002 \| Estadio Carlos Belmonte, Albacete, España \| Irlanda del Norte \| 3–0 \| 3-0 \| Victoria \| Clasificación Eurocopa 2004 \| \| 6. \| 18 de febrero de 2004 \| Estadio Olímpico Lluís Companys, Barcelona, España \| Perú \| 2–1 \| 2-1 \| Victoria \| Amistoso \| \| 7. \| 5 de junio de 2004 \| Coliseum Alfonso Pérez, Getafe, España \| Andorra \| 2–0 \| 4-0 \| Victoria \| Amistoso \| |                       |                                                    |                   |     |           |           |                             |
| N.° | Fecha                 | Lugar                                              | Rival             | Gol | Resultado | Resultado | Competición                 |
| 1. | 11 de octubre de 2000 | Estadio Ernst Happel, Viena, Austria               | Austria           | 1–1 | 1–1       | Empate    | Clasificación Mundial 2002  |
| 2. | 25 de abril de 2001   | Estadio Nuevo Arcángel, Córdoba, España            | Japón             | 1–0 | 1-0       | Victoria  | Amistoso                    |
| 3. | 17 de abril de 2002   | Windsor Park, Belfast, Irlanda del Norte           | Irlanda del Norte | 0–2 | 0-5       | Victoria  | Amistoso                    |
| 4. | 12 de octubre de 2002 | Estadio Carlos Belmonte, Albacete, España          | Irlanda del Norte | 1–0 | 3-0       | Victoria  | Clasificación Eurocopa 2004 |
| 5. | 12 de octubre de 2002 | Estadio Carlos Belmonte, Albacete, España          | Irlanda del Norte | 3–0 | 3-0       | Victoria  | Clasificación Eurocopa 2004 |
| 6. | 18 de febrero de 2004 | Estadio Olímpico Lluís Companys, Barcelona, España | Perú              | 2–1 | 2-1       | Victoria  | Amistoso                    |
| 7. | 5 de junio de 2004    | Coliseum Alfonso Pérez, Getafe, España             | Andorra           | 2–0 | 4-0       | Victoria  | Amistoso                    |

## Clubes

### Como jugador
| Club                   | País   | Año       | PJ  | G  |
| ---------------------- | ------ | --------- | --- | -- |
| Real Valladolid "B"    | España | 1993-1995 | 48  | 11 |
| Real Valladolid        | España | 1995-1996 | 45  | 2  |
| Atlético de Madrid "B" | España | 1996-1999 | 79  | 20 |
| Atlético de Madrid     | España | 1999-2000 | 51  | 8  |
| Valencia               | España | 2000-2010 | 362 | 58 |
| Total                  | Total  | Total     | 585 | 99 |

### Como entrenador
| Equipo                     | Div.                | Temporada           | Liga  | Liga | Liga | Liga | Liga |       | Copa | Copa | Copa | Copa  |   | Internacional | Internacional | Internacional | Internacional | Internacional |   | Otros | Otros | Otros | Otros |    | Totales     | Totales | Totales | Totales | Totales | Totales | Totales | Totales |
| Equipo                     | Div.                | Temporada           | Part. | G    | E    | P    | Pos. | Part. | G    | E    | P    | Part. | G | E             | P             | Pos.          | Part.         | G             | E | P     | Part. | G     | E     | P  | Rendimiento | GF      | GC      | Dif.    |         |         |         |         |
| -------------------------- | ------------------- | ------------------- | ----- | ---- | ---- | ---- | ---- | ----- | ---- | ---- | ---- | ----- | - | ------------- | ------------- | ------------- | ------------- | ------------- | - | ----- | ----- | ----- | ----- | -- | ----------- | ------- | ------- | ------- | ------- | ------- | ------- | ------- |
| Valencia "B" · España      | 2.ªB                | 2013-14             | 1     | 1    | 0    | 0    | Int. | -     | -    | -    | -    | -     | - | -             | -             | -             | -             | -             | - | -     | 1     | 1     | 0     | 0  | 100%        | 2       | 1       | +1      |         |         |         |         |
| Valencia "B" · España      | Total               | Total               | 1     | 1    | 0    | 0    | -    | -     | -    | -    | -    | -     | - | -             | -             | -             | -             | -             | - | -     | 1     | 1     | 0     | 0  | 0%          | 2       | 1       | +1      |         |         |         |         |
| Elche · España             | 2.ª                 | 2015-16             | 42    | 13   | 18   | 11   | 11.º | 1     | 0    | 1    | 0    | -     | - | -             | -             | -             | -             | -             | - | -     | 43    | 13    | 19    | 11 | 44.96%      | 43      | 49      | -6      |         |         |         |         |
| Elche · España             | Total               | Total               | 42    | 13   | 18   | 11   | -    | 1     | 0    | 1    | 0    | -     | - | -             | -             | -             | -             | -             | - | -     | 43    | 13    | 19    | 11 | 44.96%      | 43      | 49      | -6      |         |         |         |         |
| Rayo Vallecano · España    | 2.ª                 | 2016-17             | 13    | 3    | 4    | 6    | Inc. | -     | -    | -    | -    | -     | - | -             | -             | -             | -             | -             | - | -     | 13    | 3     | 4     | 6  | 33.34%      | 12      | 14      | -2      |         |         |         |         |
| Rayo Vallecano · España    | Total               | Total               | 13    | 3    | 4    | 6    | -    | -     | -    | -    | -    | -     | - | -             | -             | -             | -             | -             | - | -     | 13    | 3     | 4     | 6  | 33.34%      | 12      | 14      | -2      |         |         |         |         |
| Sporting de Gijón · España | 2.ª                 | 2017-18             | 24    | 15   | 2    | 7    | 4.º  | -     | -    | -    | -    | -     | - | -             | -             | -             | 2             | 0             | 0 | 2     | 26    | 15    | 2     | 9  | 60.25%      | 41      | 27      | +14     |         |         |         |         |
| Sporting de Gijón · España | 2.ª                 | 2018-19             | 14    | 3    | 6    | 5    | Inc. | 3     | 2    | 1    | 0    | -     | - | -             | -             | -             | -             | -             | - | -     | 17    | 5     | 7     | 5  | 43.14%      | 18      | 15      | +3      |         |         |         |         |
| Sporting de Gijón · España | Total               | Total               | 38    | 18   | 8    | 12   | -    | 3     | 2    | 1    | 0    | -     | - | -             | -             | -             | 2             | 0             | 0 | 2     | 43    | 20    | 9     | 14 | 48.93%      | 59      | 42      | +17     |         |         |         |         |
| Tenerife · España          | 2.ª                 | 2019-20             | 24    | 10   | 7    | 7    | 12.º | 4     | 2    | 2    | 0    | -     | - | -             | -             | -             | -             | -             | - | -     | 28    | 12    | 9     | 7  | 53.57%      | 38      | 27      | +11     |         |         |         |         |
| Tenerife · España          | Total               | Total               | 24    | 10   | 7    | 7    | -    | 4     | 2    | 2    | 0    | -     | - | -             | -             | -             | -             | -             | - | -     | 28    | 12    | 9     | 7  | 53.57%      | 38      | 27      | +11     |         |         |         |         |
| Real Zaragoza · España     | 2.ª                 | 2020-21             | 10    | 2    | 4    | 4    | Inc. | -     | -    | -    | -    | -     | - | -             | -             | -             | -             | -             | - | -     | 10    | 2     | 4     | 4  | 33.33%      | 9       | 9       | -0      |         |         |         |         |
| Real Zaragoza · España     | Total               | Total               | 10    | 2    | 4    | 4    | -    | -     | -    | -    | -    | -     | - | -             | -             | -             | -             | -             | - | -     | 10    | 2     | 4     | 4  | 33.33%      | 9       | 9       | -0      |         |         |         |         |
| Valencia · España          | 1.ª                 | 2022-23             | 17    | 6    | 4    | 7    | 16.º | -     | -    | -    | -    | -     | - | -             | -             | -             | -             | -             | - | -     | 17    | 6     | 4     | 7  | 43.13%      | 16      | 19      | -3      |         |         |         |         |
| Valencia · España          | 1.ª                 | 2023-24             | 38    | 13   | 10   | 15   | 9.º  | 4     | 3    | 0    | 1    | -     | - | -             | -             | -             | -             | -             | - | -     | 42    | 16    | 10    | 16 | 46.04%      | 46      | 49      | -3      |         |         |         |         |
| Valencia · España          | 1.ª                 | 2024-25             | 17    | 2    | 6    | 9    | Inc. | 2     | 2    | 0    | 0    | -     | - | -             | -             | -             | -             | -             | - | -     | 19    | 4     | 6     | 9  | 31.58%      | 20      | 27      | -7      |         |         |         |         |
| Valencia · España          | Total               | Total               | 72    | 21   | 20   | 31   | -    | 6     | 5    | 0    | 1    | -     | - | -             | -             | -             | -             | -             | - | -     | 78    | 26    | 20    | 32 | 41.88%      | 82      | 95      | -13     |         |         |         |         |
| Total en su carrera        | Total en su carrera | Total en su carrera | 199   | 68   | 60   | 71   | -    | 15    | 9    | 5    | 1    | -     | - | -             | -             | -             | 2             | 0             | 0 | 2     | 216   | 77    | 65    | 74 | 45.68%      | 245     | 237     | +8      |         |         |         |         |
| 1. 2.                      |                     |                     |       |      |      |      |      |       |      |      |      |       |   |               |               |               |               |               |   |       |       |       |       |    |             |         |         |         |         |         |         |         |

#### Resumen por competiciones
| Competición                  | Partidos | Ganados | Empatados | Perdidos | Ganados % |
| ---------------------------- | -------- | ------- | --------- | -------- | --------- |
| Segunda División B de España | 1        | 1       | 0         | 0        | 100%      |
| Segunda División de España   | 129      | 46      | 41        | 42       | 46.25%    |
| LaLiga                       | 72       | 21      | 20        | 31       | 38.43%    |
| Copa del Rey                 | 14       | 9       | 4         | 1        | 73.81%    |
| TOTAL                        | 216      | 77      | 65        | 74       | 45.68%    |

## Palmarés

### Campeonatos nacionales
| Título                     | Club     | País   | Año     |
| -------------------------- | -------- | ------ | ------- |
| Primera División de España | Valencia | España | 2001-02 |
| Primera División de España | Valencia | España | 2003-04 |
| Copa del Rey               | Valencia | España | 2007-08 |

### Copas internacionales
| Título              | Club     | Sede       | Año     |
| ------------------- | -------- | ---------- | ------- |
| Copa de la UEFA     | Valencia | Gotemburgo | 2003-04 |
| Supercopa de Europa | Valencia | Mónaco     | 2004    |